# Nariño (Antioquia)
Nariño è un comune della Colombia facente parte del dipartimento di Antioquia.
Il centro abitato venne fondato da un gruppo di coloni guidati da Santos Pérez Hernández nel 1827, mentre l'istituzione del comune è del 23 aprile 1913.